# Noruega Ocidental
A Noruega Ocidental ou Vestlandet (em norueguês: Vestlandet, Vest-Norge ou Vest-Noreg) é uma grande região geográfica da Noruega, situada no sudoeste do país. Compreende três condados (fylke): Rogaland, Vestland e Møre og Romsdal. Ocupa 18% da área total do país, e tem uma população de 1 387 010 habitantes (2021). 
É assim, a 3ª maior das 5 grandes regiões geográficas da Noruega, e a 2ª mais habitada do país. A sua área abrange 92 comunas e 22 cidades, das quais as maiores são Bergen e Stavanger.
Vestlandet é notável pela grande quantidade de precipitação, que vai dos 2500 mm em média para as cidades até aos 5000 mm (maioritariamente neve) nas montanhas. Vestlandet é também uma região famosa tanto pelos espetáculos naturais como os fiordes (entre os quais o Sognefjord, o maior do mundo fora da Gronelândia), a cadeia montanhosa de Jotunheimen e o glaciar Jostedalsbreen. 
Os invernos não são nunca extremamente rigorosos, mas cai sempre neve de dezembro a fevereiro. O verão é temperado, com temperatura máxima de 25°C. O norueguês nynorsk, que na totalidade da Noruega é falado somente por 15% da população, tem cerca de 80% dos seus falantes nesta região.
Na culinária local, destaca-se o fårikål.